# سازلی‌چائیر (هاناک)
سازلی‌چائیر (به ترکی استانبولی: Sazlıçayır، به ارمنی: Ախաշեն) یک منطقهٔ مسکونی در ترکیه است که در هاناک واقع شده‌است.